# National Radio Hall of Fame
Die National Radio Hall of Fame ehrt Einzelpersonen und Hörfunkprogramme, die das Radio in den Vereinigten Staaten in besonderer Weise gefördert haben. Sie ist Teil des Museum of Broadcast Communications in Chicago, Illinois.
Mitglieder werden von einem Komitee vorgeschlagen, das vom Präsidenten des Museum of Broadcast Communications eingesetzt wurde. Das Komitee besteht aus Radiomachern, Wissenschaftlern, Fachjournalisten usw. Es stellt eine Kandidatenliste zusammen und verschickt sie jedes Jahr im Mai zur Abstimmung an alle Mitglieder des Museums. Die Gewinner werden auf der Jahreshauptversammlung im August bekanntgegeben.
Prominentestes Nichtmitglied ist der berühmte, aber umstrittene Moderator Howard Stern, der zwar schon oft nominiert, aber bisher nicht gewählt wurde.

## Mitglieder (Auswahl)

### Einzelpersonen
| - Abbott und Costello - Fred Allen - Don Ameche - Eve Arden - Edwin Howard Armstrong - Gene Autry - Jack Benny - Edgar Bergen - Amar G. Bose - Eddie Cantor - Dick Clark - William Conrad - Bing Crosby - Rick Dees - Lee de Forest - Tommy Dorsey - Ralph Edwards - Alan Freed | - Ira Glass - Arthur Godfrey - Benny Goodman - Bob Hope - Don Imus - Hal Jackson - Michael Jackson - Casey Kasem - Garrison Keillor - Larry King - Rush Limbaugh - Guglielmo Marconi - Groucho Marx - Bruce Morrow - Edward R. Murrow - Jean Parker Shepherd - Red Skelton - Orson Welles - Wendy Williams - Wolfman Jack |

### Programme
- Grand Ole Opry
- Little Orphan Annie
- Lone Ranger
- Mercury Theatre on the Air
- The Shadow
- Take It or Leave It
- You Bet Your Life